# 16e armée (Union soviétique)
Pour les articles homonymes, voir 16e armée.
La 16e armée est une unité de l'Armée rouge durant la Grande Guerre patriotique.

## Historique opérationnel

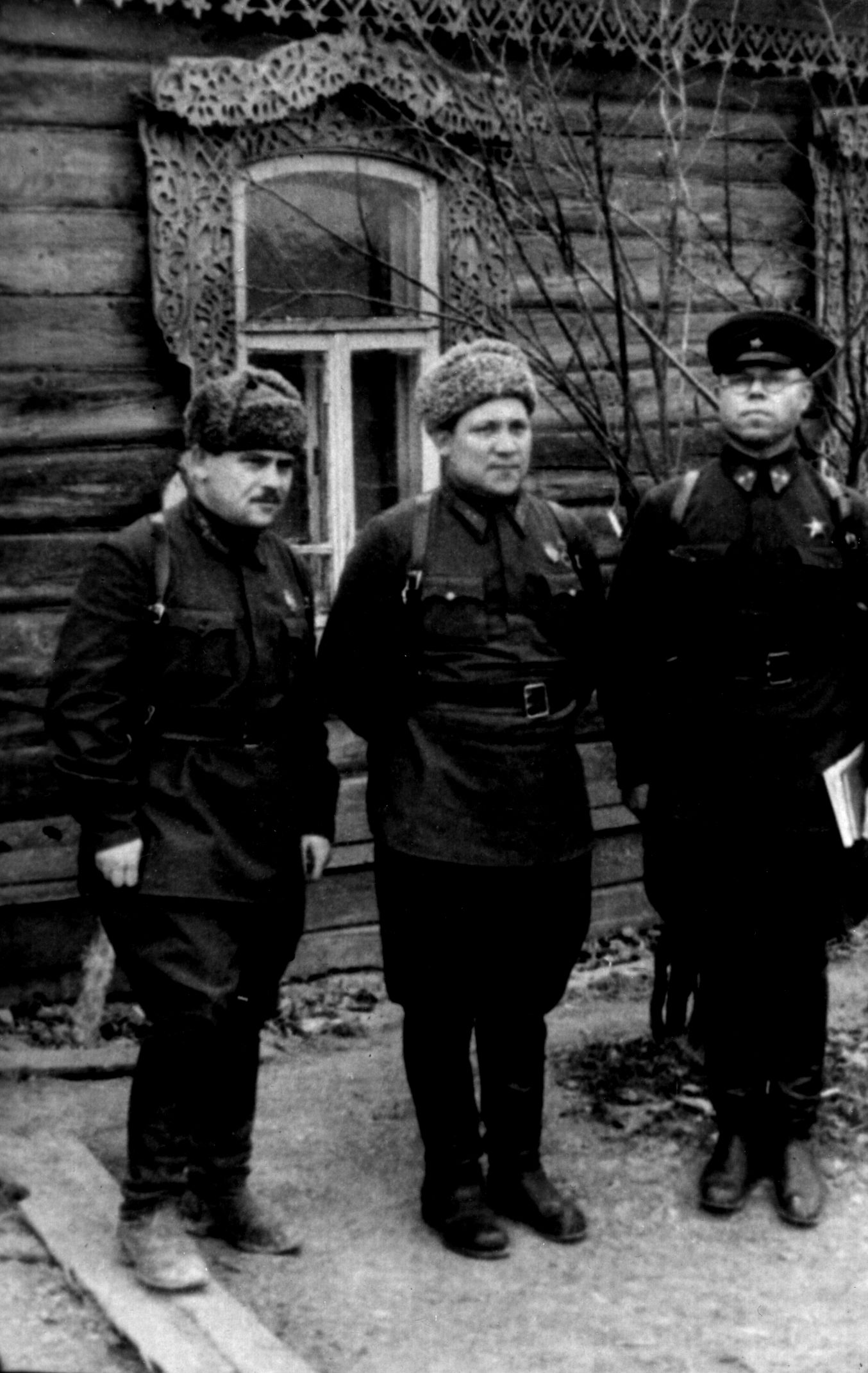
Commandants de l'état-major de l'armée en novembre 1941.

La 16e armée est créée en juin 1940 dans le district militaire de Transbaïkalie.
Durant la Seconde Guerre mondiale, le 25 mai 1941 l'armée se déplace en Ukraine et arrive à Berditchev le 18 juin 1941. Le 26 juin 1941, l'armée est au contact avec la 11e Panzerdivision vers Ostroh. L'armée se concentre dans la région de Smolensk le 8 juillet 1941 et avec la 19e armée et la 20e armée elle participe à la bataille de Smolensk. Depuis le 11 août 1941, l'armée avec les 19e, 24e et 30e armées retardent les Allemands en direction de Moscou. En septembre 1941, l'armée occupe la défense sur la ligne Ostachkov au nord-ouest de Yelnya. En octobre 1941 elle participe à la bataille de Moscou. En janvier 1942, l'armée mène des batailles offensives vers Moscou,,. En août 1942 elle participe à Offensive de Kozelsk.
Le 10 juillet 1943, la 16e armée est déplacée vers le front d'Extrême-Orient, face à la frontière avec le Japon sur l'île de Sakhaline. Durant la guerre soviéto-japonaise, elle participe à l'invasion des Îles Kouriles. Le 1er octobre 1945, l'armée fait partie du district militaire d'Extrême-Orient. Elle est dissoute en novembre 1945.

## Composition
En juin 1941, elle est composée du 32e corps de fusiliers, du 5e corps mécanisé, du 126e régiment d'artillerie de corps et du 112e divizion d'artillerie antiaérienne.
En décembre 1941, la 16e armée comprend les 7e, 8e et 9e divisions de fusiliers de la Garde, les 18e, 126e et 354e divisions de fusiliers, quatre brigades de fusiliers, le 2e corps de cavalerie de la Garde, la 44e division de cavalerie et sept brigades de chars.
En août 1945, la 16e armée comprend le 56e corps de fusiliers (79e division de fusiliers et 2e brigade de fusiliers), les 5e et 113e brigades de fusiliers, les 103e et 104e régions fortifiées et la 214e brigade de chars.

## Liste des commandants
- 1941 : lieutenant-général Mikhail Fiodorovitch Loukine
- 1943 : Mikhail Gueorguievitch Doubkov
- 1943 - 1945 : Leonti Gueorguievitch Tcheremisov